# Archia di Thurii
Archia (in greco antico: Ἀρχίας?, Archías; Thurii, ...), detto il "cacciatore degli esuli" (in greco antico: Φυγαδοθήρα?, Phugadothéra), è stato un attore tragico greco antico, vissuto nel IV secolo a.C., allievo del retore Lacrito e maestro dell'attore Polo di Egina, e un generale al servizio di Antipatro.
Nel 322 a.C. Atene, sconfitta nella guerra lamiaca, fu occupata da Antipatro con una guarnigione macedone. Gli oratori anti-macedoni presenti nella città fuggirono, e Antipatro ordinò ad Archia di raggiungerli e catturarli. Archia prese gli oratori (tra i quali c'erano Iperide, Aristonico di Maratona e Imereo, fratello di Demetrio Falereo) nascosti presso un santuario nell'isola di Egina, da dove poi furono spediti ad Antipatro.
Successivamente Archia trovò anche Demostene; inizialmente Archia propose alcune condizioni all'oratore per aver salva la vita, ma pare che Demostene abbia risposto: «La tua recitazione non ha mai portato una convinzione, e le tue promesse sono allo stesso modo poco convincenti». Detto questo, Demostene prese del veleno e si suicidò.